# Liste der Höheren Technischen Lehranstalten mit einer Abteilung Informatik in Österreich
Diese Liste listet Höhere Technische Lehranstalten in Österreich mit einer Abteilung Informatik.

## Geschichte
EDV und Organisation (EDVO) war die Bezeichnung einer Fachrichtung, welche Schüler einer Höheren Technischen Lehranstalt in Österreich besuchten. Der Begriff wurde mit Informatik ersetzt.

## Fachrichtung Informatik
Die Fachrichtung vereint eine EDV-technische und betriebswirtschaftliche Ausbildung. Diese Kombination bietet eine umfangreiche, praxisnahe Ausbildung, die später im Beruf direkt eingesetzt werden kann.
Das rege Interesse der Wirtschaft an dieser Fachrichtung führt auch immer wieder zu Kooperation mit Unternehmen in Form von Projekten, die von Schülern der höheren Jahrgänge im Rahmen des Gegenstandes „Projektentwicklung“ realisiert werden.
Während der Ausbildung muss jeder Schüler zwei Ferialpraktika in Länge von je vier Wochen vor dem dritten und vor dem fünften Jahrgang absolvieren.
Möglichkeiten nach der Schule:
Indem der Schüler die Reife- und Diplomprüfung besteht,
- legt er gleichzeitig die Lehrabschlussprüfung als Einzelhandels-, Büro-, Großhandels- und Industriekaufmann ab. Er ist zur Führung der Standesbezeichnung „Ingenieur“ (nach 3 Jahren einschlägiger Praxis und Ansuchen beim Bundesministerium) berechtigt.
- besitzt er einen Abschluss, der in der EU auf Diplomprüfungsniveau anerkannt wird.
- ist er zu einem Hochschulstudium berechtigt.
- bekommt er viele Anrechnungen im tertiären Bildungsbereich.

## HTL mit einer Abteilung Informatik in Österreich
| Name                       | Bundesland       | Ort                  |
| -------------------------- | ---------------- | -------------------- |
| HTL Pinkafeld              | Burgenland       | Pinkafeld            |
| HTL Villach                | Kärnten          | Villach              |
| HTBLuVA St. Pölten         | Niederösterreich | St. Pölten           |
| HTL Wiener Neustadt        | Niederösterreich | Wiener Neustadt      |
| HTL Grieskirchen           | Oberösterreich   | Grieskirchen         |
| HTL Leonding               | Oberösterreich   | Leonding             |
| HTL Perg                   | Oberösterreich   | Perg                 |
| HTBLA Graz-Gösting (Bulme) | Steiermark       | Graz                 |
| HTBLA Kaindorf             | Steiermark       | Kaindorf an der Sulm |
| HTL Dornbirn               | Vorarlberg       | Dornbirn             |
| HTL Rankweil               | Vorarlberg       | Rankweil             |
| HTL Spengergasse           | Wien             | Margareten           |
| HTL Donaustadt             | Wien             | Donaustadt           |